# Bryce Harper
Bryce Aron Max Harper (nascido em 16 de outubro de 1992) é um jogador profissional de beisebol que atua como campista direito pelo  Philadelphia Phillies da Major League Baseball (MLB). Jogou anteriormente na MLB pelo Washington Nationals de 2012 até 2018. Tem sido como um jogador de "5 ferramentas" (em inglês five-tool player). Em 2019, ele assinou um contrato de treze anos valendo US$ 330 milhões com os Phillies, um dos maiores contratos da história dos esportes.